# Corentin de Leissegues
Corentin-Urbain de Leissegues (29. srpna 1758 v Hanvec u Quimperu, département Finistère – 26. března 1832 v Paříži) byl francouzský námořní důstojník během revolučních a napoleonských válek.

## Život
Roku 1778 vstoupil jako prostý námořník do francouzského válečného válečného námořnictva. Začal tedy od píky a během své 25leté kariéry postupoval v hodnostech až k nejvyšší. První jeho lodí byla L'Oiseau (pták) s níž křižoval kanál La Manche, později s lodí La Nymphe (nymfa) se plavil do Afriky (Senegal, Gambie, Sierra Leone). Roku 1780 již jako fregatní poručík na palubě La Magiecienne (čarodějka) opět v kanálu La Manche. O rok později utrpěl těžké poranění v boji s Angličany.
Roku 1785 se plavil po severních mořích na palubě La Vigilante (bdělá), pak na palubě La Meduse (medúza) v Indickém oceánu a s fregatou Le Furet (slídil) doplul ke břehům Nového Foundlandu.
Roku 1793 se stal kapitánem námořní plavby. Byl pověřen velením dozoru transportu praporu pěchoty a tří komisařů Konventu do Malých Antil na fregatě La Pique (bodavá) a v pořádku se vrátil do Francie, přestože byl po 3 měsíce pronásledován a ostřelován eskadrou admirála Jervise. Po návratu povýšen na kontradmirála (1796).
Byl pověřen inspekcí pobřeží u Saint-Malo a poté jmenován velitelem přístavu Ostende. Roku 1803 velel Brestu.
V roce 1805 obdržel rozkaz, ochránit transport vojáků a munice k posílení posádky na Santo Domingu. Podařilo se mu prolomit britskou blokádu Brestu i ostrova a 22. ledna 1806 dosáhl svého cíle. Po informaci o prolomení blokády ukončil okamžitě britský viceadmirál John Thomas Duckworth blokádu Cadizu a jal se pronásledovat Francouze. Ještě než Leissegues mohl opravit své lodě poškozené dlouhou cestou, byl nucen čelit blížící se britské flotě. Britové měli převahu jak v počtu řadových lodí (7 : 5), tak počtu fregat a korvet (4:3). A drtivou v počtu děl (620 : 505). 6. února 1806 Francouze napadli klasickým útokem položením příčky na T. Po několikahodinové bitvě a hrdinném odporu Francouzů Britové zvítězili. O úpornosti boje svědčí, že Leissegueasova vlajková loď L'Imperial (nejsilnější loď bitvy - 130 děl), utrpěla 500 zásahů dělovými koulemi, ztratila 150 mužů posádky a 30 vyšších důstojníků. Tři francouzské lodě byly zajaty a dvě potopeny, mezi nimi i vlajková loď. Posádka vlajkové lodě, včetně štábu a velitele, se zachránila na pevnině. Britové utrpěli ztráty 74 mrtvých a 264 raněných, Francouzi na zajatých, mrtvých a raněných 1510. Po stránce taktické bylo vedení boje ze strany Leisseguese bezchybné a podlehl výrazně silnějšímu nepříteli. Napoleon, když obdržel podrobnou zprávu o bitvě prohlásil: „C'est un des beaux combats de la marine francaise“ (je to jeden z nejkrásnějších bojů francouzského námořnictva).
Leissegues přicestoval zpět do Francie roku 1808 a roku 1809 byl převelen do Benátek. Od roku 1811 byl vrchním velitelem spojených flot Francie, Itálie a Neapole v Jonském moři. Sídlem jeho velitelství byl ostrov Korfu až do roku 1814, kdy obdržel rozkaz předat Jonské ostrovy spojencům. Roku 1816 byl ještě povýšen na viceadmirála a o rok později postaven mimo službu.